# Шпицберген
Вижте пояснителната страница за други значения на Шпицберген.
Шпицберген (на норвежки: Spitsbergen), до 1969 г. Западен Шпицберген (Vestspitsbergen), е най-големият и единственият постоянно населен остров в архипелага Свалбард (до 1925 г. Шпицберген), Норвегия. Най-голям град и административен център на острова е Лонгирбюен.

## География
Заема централната, почти цялата западна и над половината от южна част на архипелага Свалбард. Неговата площ от 39 044 km² представлява 61,7 % от площта на целия архипелаг.
Крайбрежието е силно разчленено от дълбоко врязани в сушата фиорди, като най-големите от тях Вейдефиорд на север и Исфиорд на запад имат дължина над 100 km. Островът е изграден от метаморфни и седиментни скали (конгломерати, варовици, шисти и пясъчници) с различна възраст, като се срещат и вулканични породи. На северозапад има изгаснали вулкани и термални източници. Релефът е предимно планински с максимална височина връх Нютонтопен (1717 m), но има и обширни платовидни райони и широки долини. За формирането на релефа голямо значение имат древните и настоящи ледници. Площта на съвременните ледници е 21 200 km² (54,4% от територията на острова). Най-голямата ледена покривка е разположена в източната му част, на Земя Олаф V. Ледени шапки има също в южните (земя Торел), северните (Ню Фрисланд) и северозападни (Земя Оскар ІІ) части на острова, а в централните части преобладават долинните и каровите ледници.
Климатът е арктичен, на запад смекчен от топлото Шпицбергенско течение (североизточно разклонение на Гълфстрийм). Средната юлска температура по западното крайбрежие е около 5 °C, а средната януарска от -10 до -13 °C. Годишната сума на валежите по западния бряг е 300 – 400 mm, в централните райони – около 200 mm, а над ледените шапки 800 – 1200 mm, като валежите падат предимно във вид на сняг. От края на април до края на август слънцето не залязва.
Открити са промишлени находища на въглища, добивът им започва в началото на ХХ век. На острова се намират някои от най-големите подземни въглищни мини в Европа. Предполага се наличие на залежи от нефт и природен газ в шелфа, но Норвегия не позволява добива им в шелфа.
Растителността е оскъдна (около 150 висши растения), като преобладават мъховете и лишеите. На отделни защитени от северните ветрове виреят дървовидната полярна върба джудже и бреза. Животинският свят е представен от северни елени, полярни мечки, полярни лисици, морски птици и морски бозайници, приспособили се към климата.
Населението на Шпицберген е 2787 души по оценка към 1 юли 2018 г. От тях 2310 д. (включително 724 чужденци) живеят в норвежките селища Лонгирбюен и Ню Олесун, 467 д. в руските селища Баренцбург и Пирамида, 10 д. в полската станция Хонсун. Жителите на Лонгирбюен – главния град на административната територия Свалбард, са 2075 души (1 януари 2017).

## История
От 1194 година в норвежки летописи се споменава някакъв Свалбард. Няма увереност обаче, че се отнася именно за днешния архипелаг Свалбард.
През 1596 година островите са открити от холандеца Вилем Баренц, който наименува острова Шпицберген, означаващо „Остри планини“. Днес неговото име носи руското градче Баренцбург на остров Шпицберген.

## Стопанство
След Втората световна война остават само норвежките и съветските селища. След разпадането на СССР съветските селища преминават към Русия. В днешно време единствено Норвегия и Русия развиват икономическа дейност – въгледобив, риболов, туризъм и пр.
Островът има връзка по море с Тромсьо в Норвегия и Мурманск в Русия от юни до ноември. Има връзка по въздуха между Тромсьо и Шпицберген от 1974 г.
На острова се намира Международното семехранилище, предназначено да съхрани за бъдещите поколения посадъчен материал от всички селскостопански култури по света особено при случай на глобално бедствие. Мястото е избрано заради естествено ниските температури и голямата сеизмична стабилност на архипелага.